# François Hérincq
François Hérincq, né le 4 juin 1820 à Villejuif et mort le 15 juin 1891 à Paris, est un botaniste, horticulteur, illustrateur et jardinier français ayant exercé son travail au Muséum national d'histoire naturelle de Paris.

## Biographie
François Hérincq fut le jardinier et botaniste attitré du Muséum national d'histoire naturelle de Paris. Il fut également l'éditeur de la revue L'Horticulteur français, journal des amateurs et des intérêts horticoles, qui sera publiée de 1851 à 1872, illustré de 414 planches de plantes.
En 1839, il collabore dans d'autres revues botaniques et horticoles. On voit son nom apparaître dans l’Horticulteur universel - le journal horticole - l’Horticulteur français, dont l'élaboration est souvent le résultat d’une collaboration d’éminents spécialistes en horticulture, et dont la parution bénéficie de la faveur d’un public toujours plus large. François Hérincq, Charles Lemaire, Édouard Maubert, Victor Paquet et Édouard André célèbre paysagiste qui réalisa la Roseraie du Val-de-Marne à L'Haÿ-les-Roses.
La famille des Gesnériacées qui est une famille de plantes dicotylédones compte une variété dénommée Herincquia en son honneur.
L'abréviation standard des auteurs en taxinomie végétale désigne sous le nom de Hérincq un nom botanique dans la nomenclature botanique.

## Publications
- L'Horticulteur Français de mil huit cent cinquante et un: Journal des amateurs et des intérêts horticoles, 1851-1872.
- Flore des jardins de l'Europe, manuel général des plantes, arbres et arbustes, avec Antoine Jacques et Charles Naudin, 1860.
- Le Règne végétal divisé en traité de botanique générale, flore médicale et usuelle, horticulture botanique, 1864.
- Le nouveau jardinier illustré, 1866.
- Il n'y a pas de sève descendante, extrait des dissertations sur la végétation, 1867.
- Observations critiques sur l'origine des plantes domestiques, 1869.
- La Vérité sur le Prétendu Silphion de la Cyrenaique, 1876.
- Végétaux d'ornement : donnant des notions générales sur l'horticulture florale, avec Aristide Dupuis, A. Pilon et Cie, 1884.

## Galerie

Illustrations parues dans L'Horticulteur français de mil huit cent cinquante et un, journal des amateurs et des intérêts horticoles, Paris, 1851.
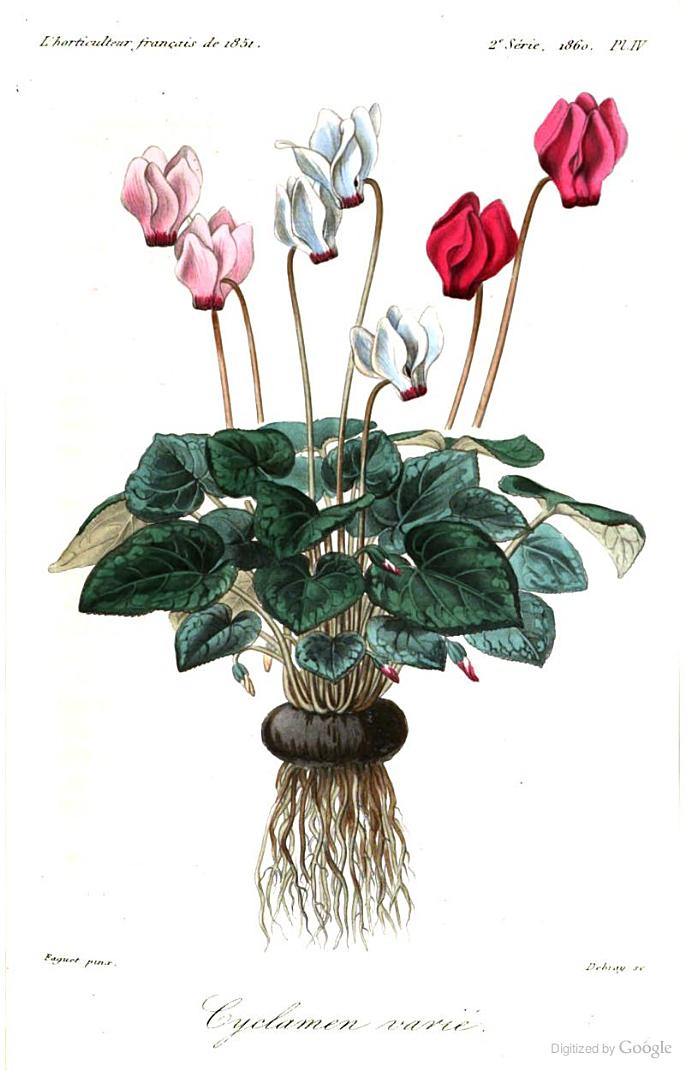
Cyclamen
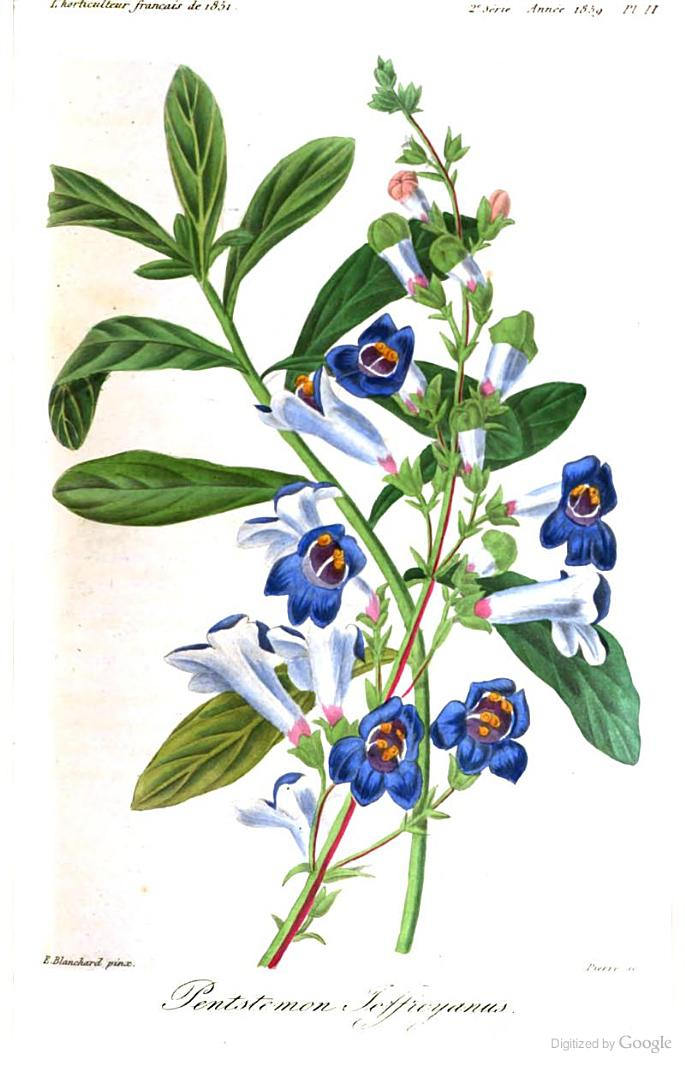
Penstemon
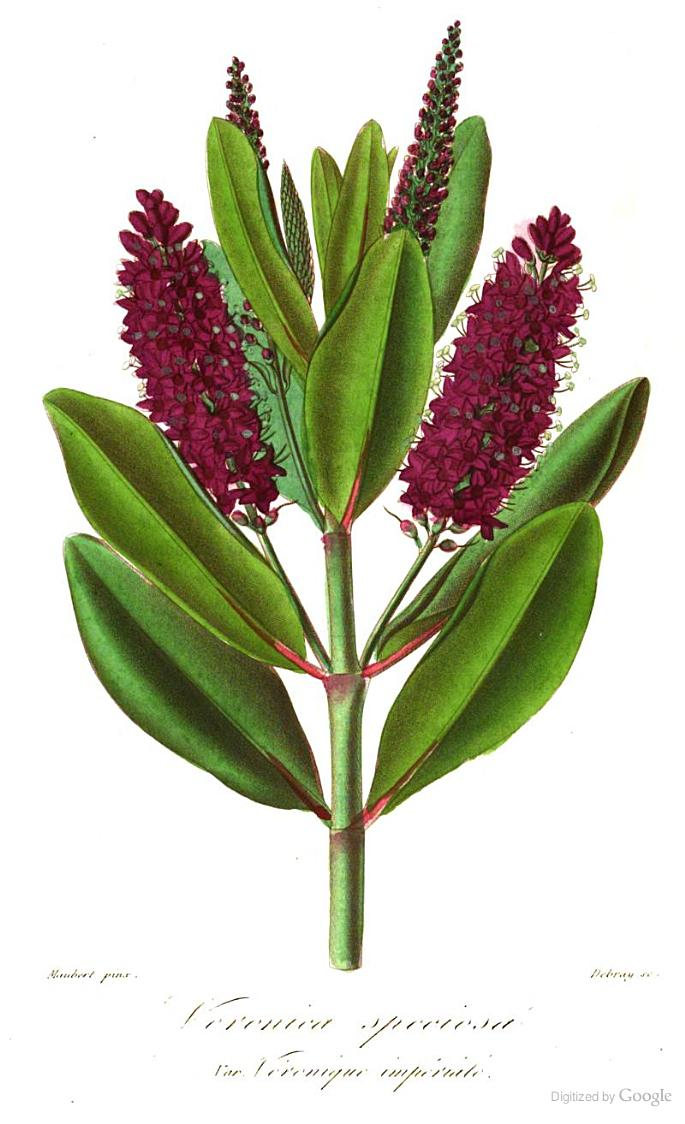
Veronica
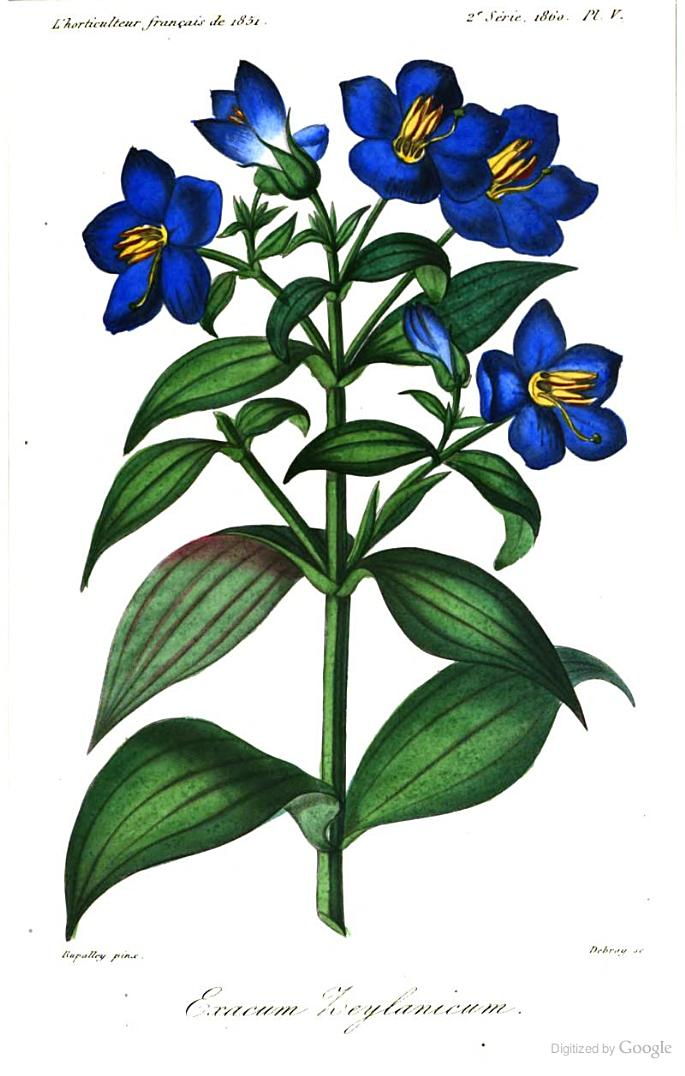
Exacum
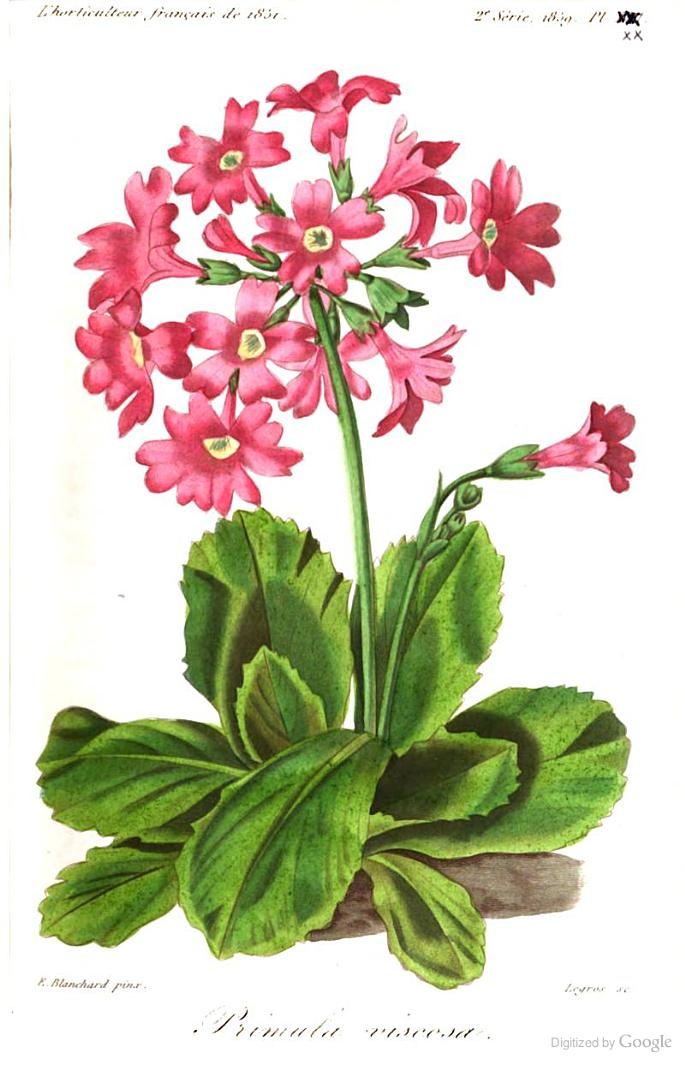
Primula
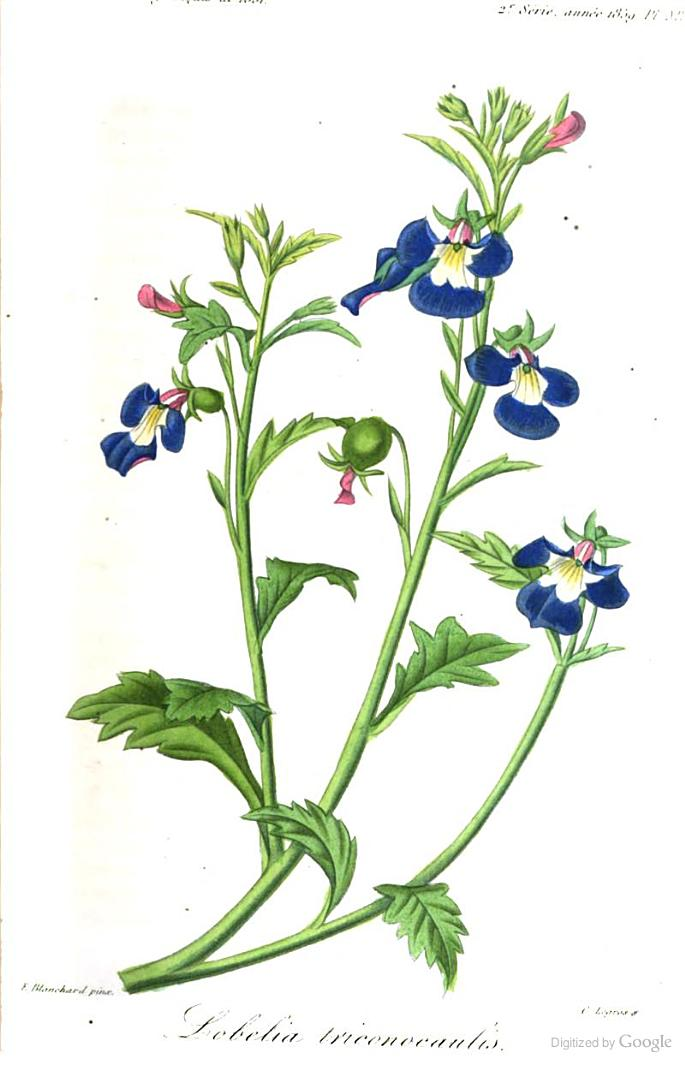
Lobelia
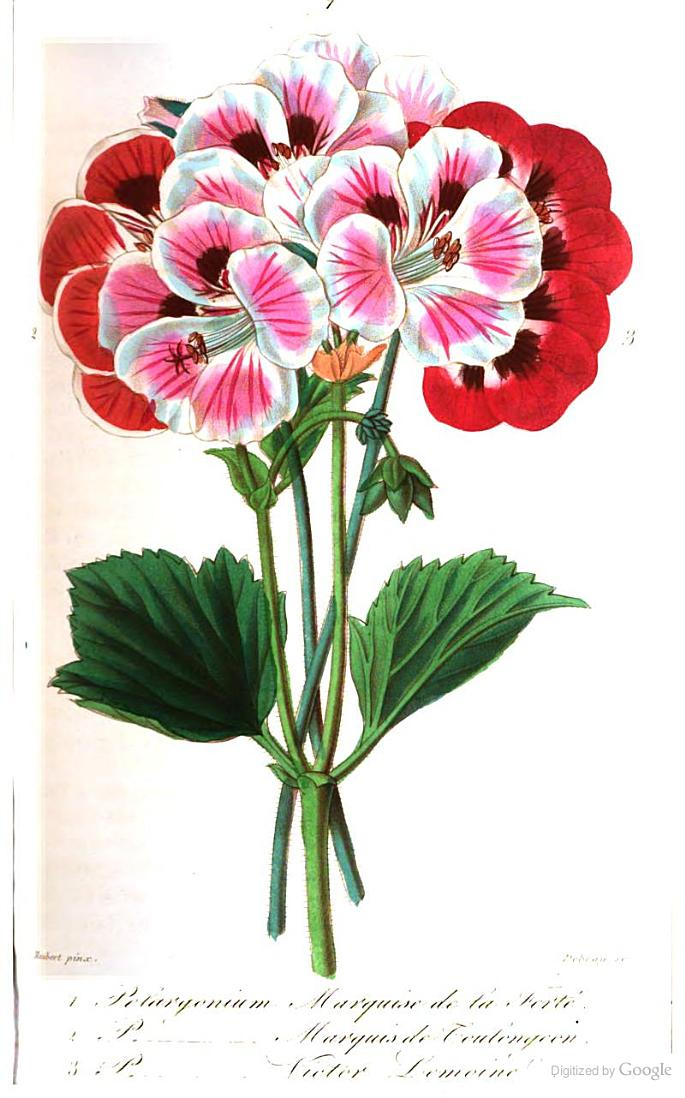
Pelargonium